# 阿伯丁站 (馬里蘭州)
阿伯丁車站（英語：Aberdeen station）位於美國馬里蘭州的阿伯丁，在美鐵的東北走廊上，有美鐵的東北區域號以及馬里蘭區域通勤鐵路賓州線的列車停靠。本站最初約於1898年由費城、威爾明頓與巴爾的摩鐵路興建，後由費城、巴爾的摩與華盛頓鐵路繼承。目前的站體是在1943年由 Lester C. Tichy 設計，由賓夕法尼亞鐵路興建的現代建築。站體還有1960年代型式的人行地下道以及1982年興建的人行天橋。此外CSX運輸在此也使用1886年巴爾的摩與俄亥俄鐵路興建的站房設站。

## 巴士路線
- 哈特福德交通（英语：Harford Transit）的1、1A、4、6、6A等巴士線。

## 外部連結
- 维基共享资源上的相關多媒體資源：阿伯丁站
- Amtrak - Stations - Aberdeen, MD
- Aberdeen Amtrak Station (ABE) Great American Stations (Amtrak) （页面存档备份，存于）
- Amtrak Stations Database （页面存档备份，存于）
- Photo at Amtrak Photo Archive
- Station from Google Maps Street View （页面存档备份，存于）
- Aberdeen on Great American Stations （页面存档备份，存于）